# Waseda (dzielnica)
Waseda (jap. 早稲田), to dzielnica w okręgu Shinjuku w Tokio.
Miejsce urodzenia i śmierci znanego pisarza japońskiego Sōseki Natsume.
Współcześnie Waseda jest przede wszystkim centrum studenckim z głównym ośrodkiem w postaci Uniwersytetu Waseda.
Sąsiaduje z dzielnicą Takadanobaba.